# CMNF
CMNF란 남자는 옷을입고 여자는 옷을벗고있는 상태를 말한다.

## 미디어에서
CMNF는 포르노그래피에서 많이 보여지는 행태 중 하나이다. 주로 BDSM 형태의 포르노그래피에서 많이 보이는 형태인데 멜돔(남자 주인), 펨섭(여자 노예)의 관계를 다루는 장르의 포르노그래피에서 많이 취급하는 형태이다. 이 경우 펨섭 역을 맡은 배우는 알몸에 개 목줄을 착용하고 있는 경우가 많다. 일반적인 장르에서도 어렵지 않게 찾아볼 수 있는 형태이기도 하다. 일반적인 장르의 포르노에서 보이는 CMNF는 남자 배우는 상의는 입고 하의를 탈의한 채 촬영하고 여자 배우는 옷을 전부 다 벗은 나체 상태로 촬영하는 게 일반적이다. 그 밖에 일본 AV에서는 '나체의 주부' 혹은 '나체의 가정부' 등으로 이런 류의 장르를 많이 생산하고 있다. 메이저한 AV 배우들 중에서는 아사미 유마, 아야미 슌카 등이 이런 장르에 많이 출연했다.

## 예술에서

The Slave Market, Jean-Léon Gérôme, c. 1884
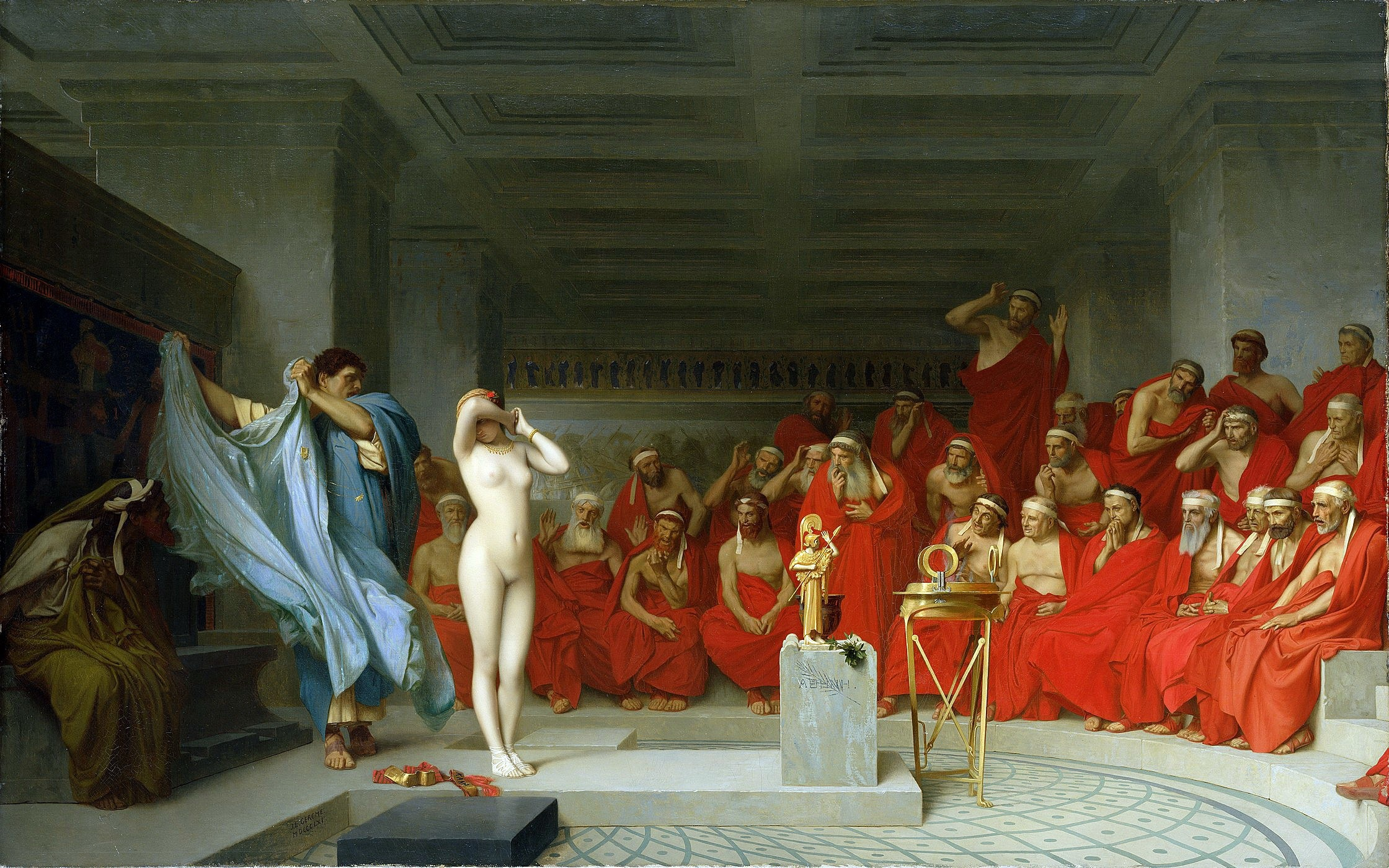
Phryne before the Areopagus, Jean-Léon Gérôme, 1861
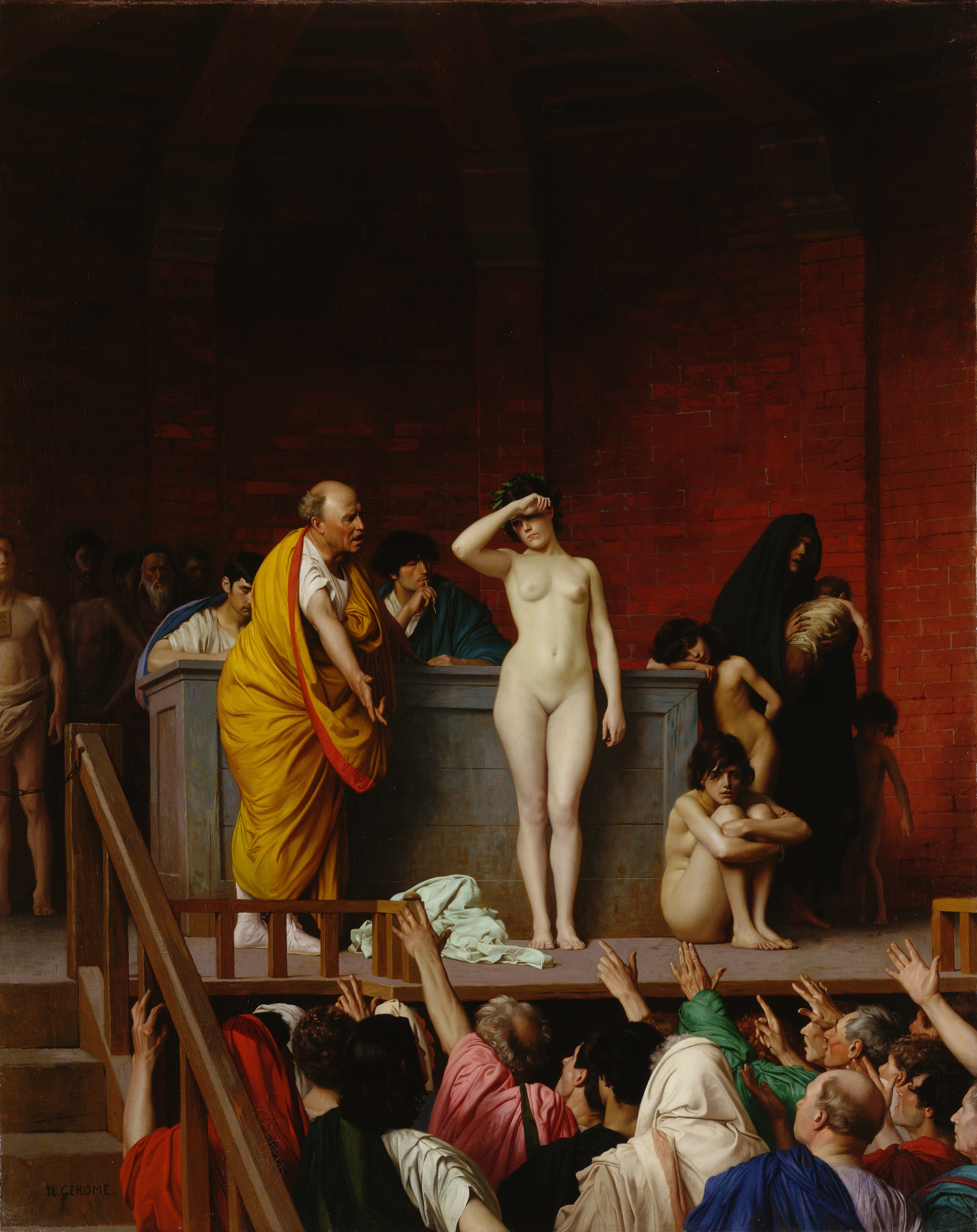
Slave market in Rome, Jean-Léon Gérôme
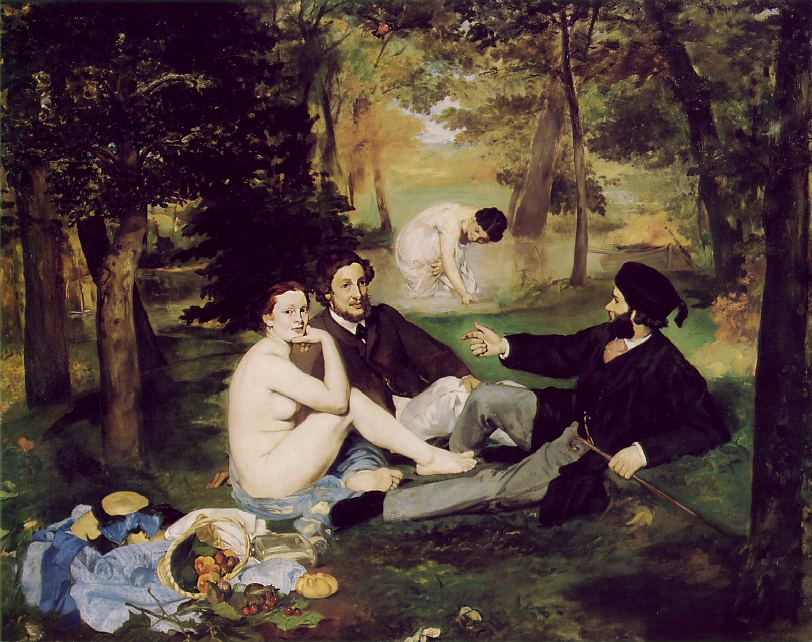
Le déjeuner sur l'herbe, Édouard Manet, 1863
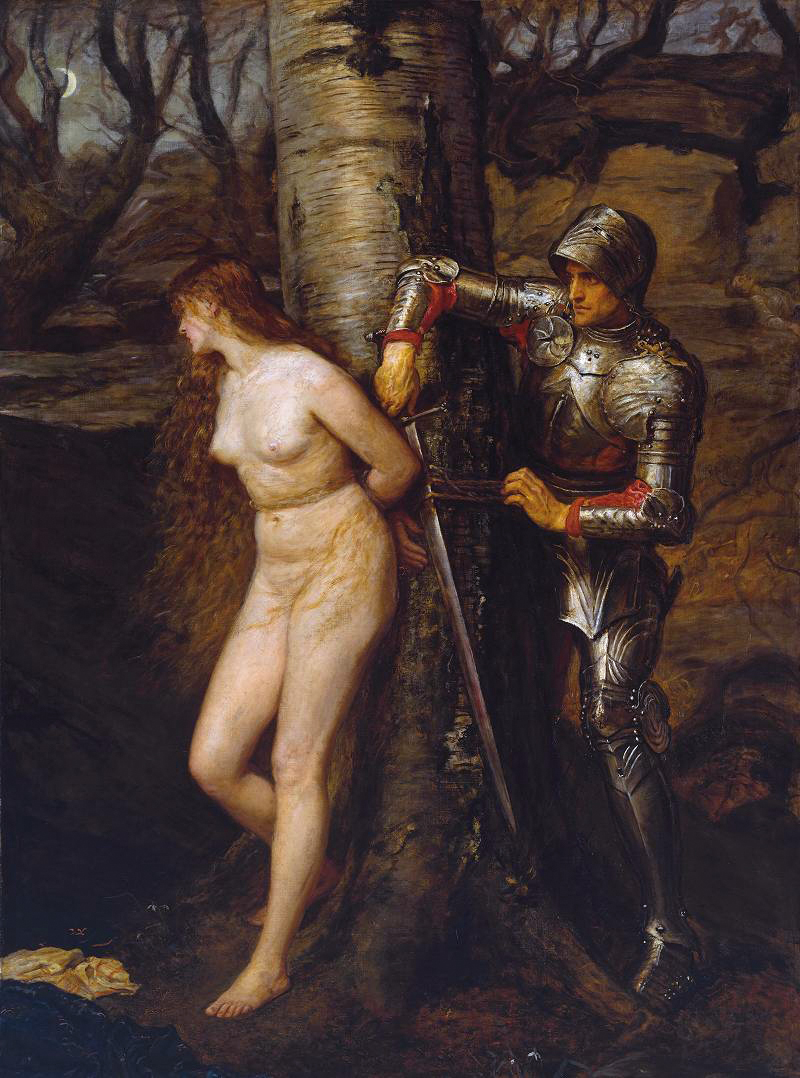
John Everett Millais' Knight Errant of 1870 saves a damsel in distress and underlines the erotic subtext of the genre
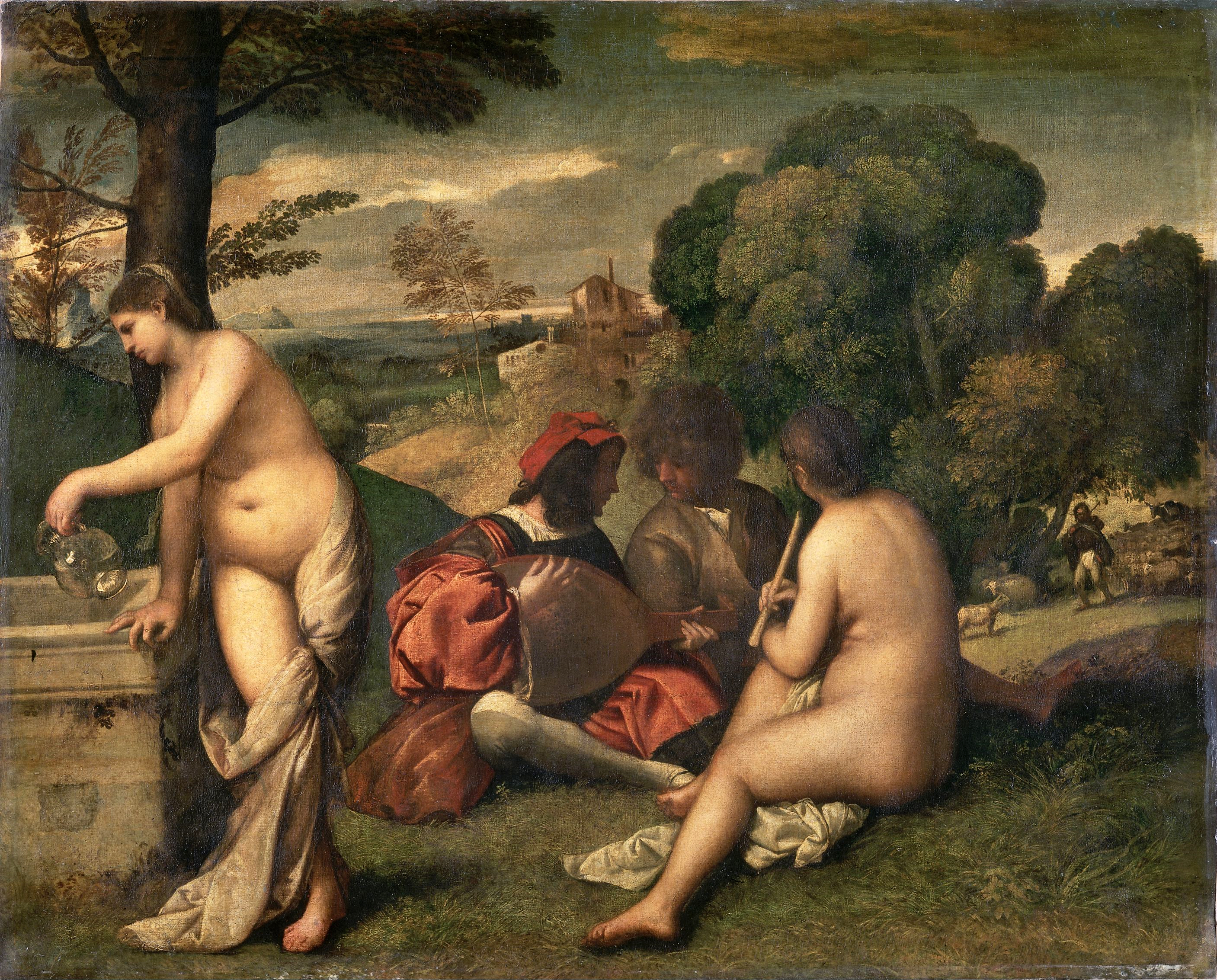
The Pastoral Concert Titian, c. 1509, has been cited as an inspiration for Manet's painting
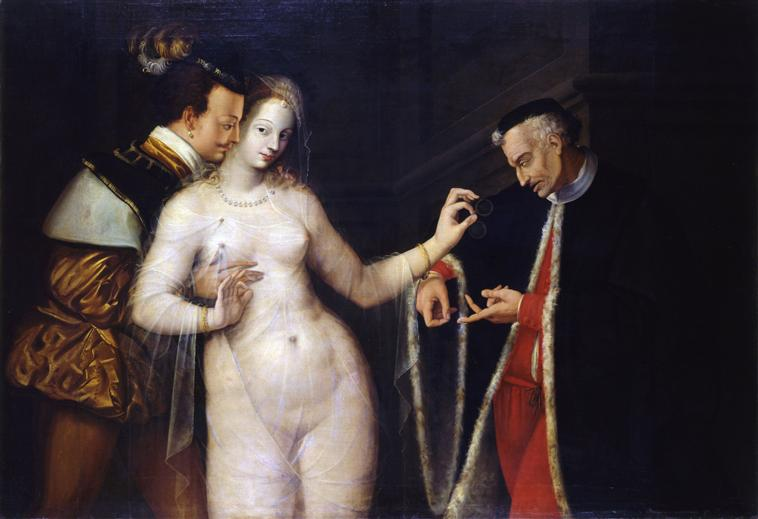
La Femme entre les deux âges, c. 1575, painter unknown
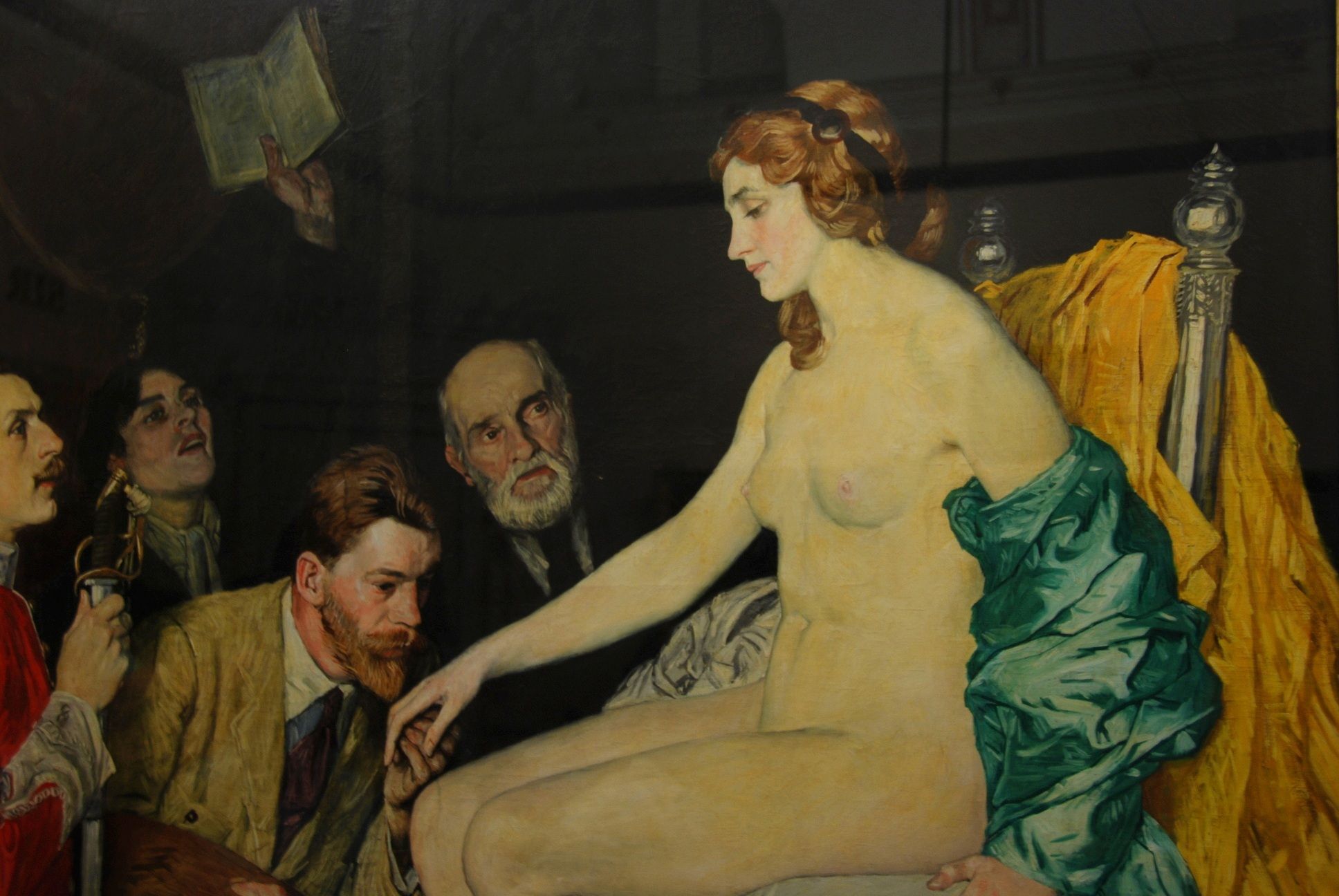
Adoration, William Strang, 1913

예술에서 CMNF 장르는 상당히 늦게 출현한 편이다. 그 이유는 미술사에서 여성의 누드를 그리거나 조각한 역사가 그리 길지 않기 때문이다. 인류가 누드를 표현한 때는 고대 그리스 시절부터인데 이 시대엔 주로 남성의 누드를 그리거나 조각하는 경우가 많았다. 고대 그리스에서는 남성이야말로 가장 완벽하고 이성적인 인간이며 여성은 미숙한 존재로 보았기 때문이다. 그래서 여성의 누드를 표현한 것은 그리 많지 않으며 있다고 해도 대개 여신들을 그리거나 조각한 것이지 인간 여자를 주제로 한 것은 없었다. CMNF 장르가 본격적으로 예술에서 나타나기 시작한 것은 19세기 때부터라고 해도 과언이 아니다. 그 무렵부터 인간 여성을 주제로 한 누드화가 등장하기 시작했기 때문이다. 처음 등장했을 당시엔 매우 생소한 장르였기에 여론의 질타를 많이 받은 장르이기도 했다. 에두아르 마네의 풀밭 위의 점심식사가 처음 세상에 알려졌을 때 프랑스에서의 여론은 매우 차갑다 못해 작가를 모욕하는 경우가 많았다. 그 전까지 여성의 누드는 상상 속의 존재인 여신을 주제로 그린 것인데 풀밭 위의 점심식사는 현실에 존재하는 인간 여성의 누드를 그린 것이기 때문이다. 그래서 상당한 혹평을 받았다.
하지만 현재는 누드모델 자체가 여성 누드모델을 구하기가 훨씬 쉽고 남성 누드모델은 구하기가 어려운데다 같은 여성들도 남성의 누드를 보는 것보다 여성의 누드를 보는 것을 원하는 경우가 더 많기 때문에 이 장르가 CFNM보다 메이저한 장르가 되었다.

## 같이 보기
- CFNM
- BDSM
- 노출증
- 뇨타이모리
- 누드 미술